# Gallus sonneratii
Gallus sonneratii este o specie din genul Gallus, fiind unul dintre strămoșii găinii domestice.